# Werner Mundt
Werner Mundt (* 25. Februar 1939 in Dortmund; † 18. März 2005) war ein deutscher Boxer und der Bruder von Willy Quatuor. Er war Deutscher Meister bei den Amateuren und den Profis.

## Werdegang
Mundt kam 1953 im Alter von 14 Jahren zum Boxen, da es nach dem Training etwas zu essen gab, der Hunger war zu dieser Zeit in Deutschland noch allgegenwärtig. Somit begann seine Amateurlaufbahn bei den Faustkämpfern 27 in Dortmund. Er arbeitete zusätzlich als Fensterputzer in einer Gebäudereinigungsfirma zusammen mit seinem Bruder Willy Quatuor.
In seiner Amateurlaufbahn absolvierte Werner Mundt 128 Kämpfe, u. a. Länderkämpfe gegen Wales, Tunesien, Elfenbeinküste, Italien usw. Ein Höhepunkt war der Gewinn der Deutschen Meisterschaft 1961 gegen Dieter, zusätzlich war er zweimal Vizemeister und von 1960 bis 1963 errang er viermal den Westfalenmeistertitel und war dreimal Bezirksmeister des Weiteren vertrat er achtmal die deutschen Farben bei Länderkämpfen. Des Öfteren war Werner Mundt u. a. Sparringspartner bei Gustav „Bubi“ Scholz.
Da man ihn nicht für die Olympischen Spiele 1964 in Tokio berücksichtigt hatte, wechselte er am 26. August 1963 vom Amateurlager in das Profilager. Sein Manager war Bruno Müller, wohl der bekannteste Manager seiner Zeit in Deutschland.
Am 30. Januar 1965 gewann er als erster Deutscher den Meistertitel im Superweltergewicht im Kampf gegen Wilhelm Niederau. In der Europarangliste aus Sicht von Hans Benini, Stand Juni 1965, belegte er den 5. Platz und blieb bis 1971 in den Top 10 in Europa. Am 10. September 1966 kämpfte er gegen Luigi Patruno im Frankfurter Waldstadion im Beikampf zum legendären Weltmeisterschaftskampf Karl Mildenberger gegen Muhammad Ali, vormals Cassius Clay. Mit Karl Mildenberger bestritt er des Öfteren die Trainingslager. Es folgte der Herausforderungskampf für die Europameisterschaft am 1. Juli 1966 gegen Bo Högberg, den er durch K. o. in Runde 9 verlor. Bo Högberg durfte dann am 11. September 1966 Sandro Mazzinghi herausfordern. Werner Mundts letzter Kampf fand am 6. Dezember 1973 in Kopenhagen gegen Poul Knudsen statt.
Insgesamt hatte er 43 Profikämpfe, von denen er 30 gewann, 11 verlor und bei zwei ein Unentschieden erreichte.
Nach seiner aktiven Karriere trainierte er zunächst jahrelang den Nachwuchs. Von 1978 bis 1988 war er als Ringrichter tätig, hier leitete er Kämpfe (nationale und internationale) wie z. b. „der schöne Rene“ Rene Weller – Alvarez oder Jassmann – Schulz, Charly Graf usw.
Werner Mundt war Goldnadelträger des BDB (Bund Deutscher Berufsboxer).
Privat arbeitete Werner Mundt erst als Industriekaufmann und später jahrzehntelang im Bauordnungsamt der Stadt Dortmund.

## Sonstiges
Werner Mundt ist der Bruder von Willy Quatuor, wobei letzterer den Geburtsnamen seiner Mutter, sein um zwei Jahre jüngerer Bruder den Namen des im Kriege gefallenen Vaters trägt.